# Rabia (novela)
Rabia (originalmente titulada en inglés Getting It On y después Rage) es la primera novela escrita por Stephen King publicada bajo el alias de Richard Bachman en 1977. Fue coleccionada en los libros de tapa dura de 1985 The Bachman Books.

## Trama
El protagonista, Charles Everett "Charlie" Decker, es un estudiante de Placerville High School, en la ficticia Placerville, Maine. La historia comienza durante la primera hora de clase, cuando Charlie es llamado a la oficina del director durante su clase de Álgebra II. El Director, el Sr. Denver, quiere discutir con Charlie un incidente que ocurrió dos meses atrás, cuando Charlie casi mata a su profesor de química, el Sr. Carlson, al golpearlo en la cabeza con una llave inglesa. Por razones desconocidas, Charlie reacciona mal y responde con una serie de insultos hacia el Sr. Denver, lo que termina con su expulsión de Placerville High School. Charlie sale de la oficina y coge un arma de su taquilla. Después de prender fuego a sus libros dentro de la taquilla, regresa a su aula y dispara fatalmente a su profesora, Jean Underwood. El incendio hace sonar la alarma, y los estudiantes se preparan para ser evacuados del edificio. Charlie se sienta detrás de la mesa de la profesora y se asegura de que todos los estudiantes se queden donde están. Cuando el profesor Vance entra al aula para notificar a los alumnos que evacúen, Charlie le dispara. Mientras los estudiantes y profesores evacuan el edificio, la policía y los medios de comunicación llegan a la escena.
Se emprende una larga discusión con sus compañeros, con Charlie afirmando que honestamente no sabe por qué hizo esto, y que probablemente lo lamente cuando el incidente termine. Los rehenes eventualmente expresan aprobación hacia él, desarrollando síntomas del Síndrome de Estocolmo. En las siguientes cuatro horas, Charlie juega con varias figuras de autoridad que intentan negociar con él, incluyendo el director, el psicólogo de la secundaria, y el jefe de policía, diciéndoles a cada uno qué hacer y no hacer con ciertas cosas, como al decir que matará a un estudiante si le hacen cualquier pregunta o fallan en decirle Charlie. También transforma a la clase en una especie de grupo de terapia, causando a sus compañeros de clase contar secretos vergonzosos voluntariamente sobre ellos mismos y entre sí. Intercalados a lo largo de la narrativa hay flashbacks a su niñez problemática, particularmente su horrible relación con su padre. Incidentes notables violentos incluyen una pelea entre dos estudiantes mujeres, y un francotirador de SWAT disparándole a Charlie en el pecho (el candado de su taquilla, que colocó en su bolsillo de la camisa detiene la bala).
Charlie finalmente llega a la conclusión de que un estudiante realmente está allí en contra de su voluntad: Ted Jones, que alberga sus propios secretos. Jones se da cuenta de esto e intenta escapar de la clase, sin embargo es asaltado abruptamente por sus compañeros estudiantes, dejándolo en un estado catatónico. A la 1:00 p. m., Charlie libera a los estudiantes. Cuando el jefe de policía Frank Philbrick entra en la clase, Charlie (ahora desarmado) deliberadamente hace un gesto de "amenaza" y es disparado tres veces. Sobrevive a los disparos y es encontrado culpable por razón de locura, y se dirige al asilo psiquiátrico en Augusta hasta que no sea un peligro para la sociedad. La historia termina con Charlie dirigiéndose al lector, "Debo apagar la luz. Buenas noches."

## Conexiones con tiroteos de escuelas
La trama de la novela se parece vagamente con actuales eventos que han transcurrido desde la publicación del libro, a un grado que el autor no está cómodo con el libro siendo impreso por temor que pueda inspirar ocurrencias similares (Rage está fuera de impresión), ya que había sido asociado con incidentes de tiroteos en secundarias y toma de rehenes:
- Jeffrey Lyne Cox, un estudiante en San Gabriel High School en San Gabriel, California, tomó un rifle semiautomático en la escuela el 26 de abril de 1988 y sostuvo a una clase de Humanidades de cerca de 60 alumnos durante más de treinta minutos antes de ser abordado y desarmado por otro estudiante. Un amigo de Cox le dijo a la prensa que Cox había sido inspirado por el secuestro del vuelo 422 de Kuwait Airways y por la novela Rage,[2] que Cox había leído una y otra vez y se sentía muy identificado.[3]

- Dustin L. Pierce, un estudiante en Jackson County High School en McKee, Kentucky, armado con una escopeta y dos pistolas tomó como rehenes a una clase de álgebra en un enfrentamiento de nueve horas con la policía el 18 de septiembre de 1989, que terminó sin lesiones. La policía encontró una copia de Rage entre las posesiones en la habitación de Pierce, especulándose que había sido inspirado para llevar a cabo la trama de la novela.[4]

- El 1 de diciembre de 1997, Michael Carneal envolvió una escopeta y un rifle en una manta y las llevó a la escuela, pasándolas como un proyecto de arte en el que estaba trabajando. También llevaba una pistola calibre 22 en su mochila. Carneal fue a la escuela con su hermana y llegó sobre las 7:45 a. m.. Cuando llegó, se insertó tapones para los oídos y sacó la pistola de su mochila. Disparó ocho veces rápidamente contra un grupo de oración de jóvenes. Tres chicas murieron mientras estaban hospitalizadas y cinco otros fueron heridos. El miembro del grupo de oración Benjamín Strong testificó que Carneal dejó el arma cuando terminó.[5] Carneal colocó su pistola en el suelo y se rindió al director de la escuela, Bill Bond. Después de dejar el arma, Carneal le dijo a Strong: "Máteme, por favor. No puedo creer lo que hice."[6] Después de los disparos, Carneal fue diagnosticado con esquizofrenia. Carneal tenía en su taquilla en ese momento una copia de la novela de Stephen King, Rage.

## Fin de la publicación
Cuando King decidió dejar de imprimir Rage en los Estados Unidos, estaba disponible sólo como parte de The Bachman Books. Las otras novelas que aparecían en esa compilación (The Long Walk', Roadwork y The Running Man) ahora están publicadas como libros separados en EE. UU. Rage durante un tiempo todavía estuvo disponible en Reino Unido y otros países en The Bachman Books, pero ahora parece estar no disponible. La novela puede ser encontrada todavía en muchas librerías. 
En una nota del prólogo de Blaze (el 30 de enero de 2007) King escribió de Rage: "Fuera de impresión, y es una cosa buena".
En un discurso que King hizo en Vermont, él exploró el complejo sociológico y problemas culturales alrededor de esta novela y su vinculación aparente a tiroteos en secundarias.
"El incidente de Carneal fue suficiente para mí. Le pedí a mi publicista que sacara al libro fuera de impresión. Ellos estuvieron de acuerdo." King describió su punto de vista en este tema, que reconocía la culpabilidad que productos artísticos o culturales como Rage jugaban en los individuos, particularmente en jóvenes con problemas, también declarando que los artistas y escritores no pueden negar la oportundidad estética para dibujar en su propia cultura -que está impregnada con violencia, de acuerdo a King- en su trabajo. Describió su inspiración para historias como Rage, que expresaba sus frustraciones y dolores como estudiante de secundaria.
En un artículo sobre los escritos de Seung-Hui cho para Entertainment Weekly, King dijo, "Ciertamente en estos días sensibles y en edad, mi escritura universitaria -incluyendo una historia corta llamada Cain Rose Up y la novela Rage- podría haber levantado banderas rojas, y estoy seguro que alguien me habría etiquetado como enfermo mental por ellos..."